# Forsythe Bluff
Das Forsythe Bluff ist ein mehr als 2500 m hohes Felsenkliff im ostantarktischen Viktorialand. Es ragt am Westrand der Daniels Range in den Usarp Mountains in einer Entfernung von etwa 18 km nördlich des Big Brother Bluff auf. 
Kartografisch erfasst wurde das Gebiet durch Vermessungsarbeiten des United States Geological Survey und mithilfe von Luftaufnahmen der United States Navy von 1960 bis 1963. Das Advisory Committee on Antarctic Names benannte das Kliff 1970 nach Warren L. Forsythe, Geologe des United States Antarctic Research Program auf der McMurdo-Station von 1967 bis 1968.